# Taisto Kaasinen
Taisto Toiro Viljam Kaasinen, född 6 september 1918 i Nyslott, Finland, död 1980 i Vanda, var en finländsk-svensk keramiker, skulptör och målare.
Han var son till Viljam Kaasinen och från 1941 gift med Airi Lija Valtonen. Kaasinen studerade först konst på egen hand sedan privat för Erkki Koponen och Uuno Eskola. Han utbildades till keramiker vid Arabia porslinsfabrik 1946-1952 och anställdes som keramikkonstnär vid Uppsala-Ekeby 1952. Han återvände till Arabia 1961 där han har en egen ateljé på konstavdelningen. Han medverkade i utställningen Artium Exposé i Göteborg 1953 och i ett flertal utställningar i Uppsala. Bland hans offentliga arbeten märks keramikmålningen Paradis i Stockholm och Stridande oxar på Fröslunda skola i Eskilstuna. Hans bildkonst består av stilleben, figurer och landskap i olja, medan keramiken huvudsakligen består av djurmotiv.